# Tour de Flandes 1963
El Tour de Flandes 1963, la 47.ª edición de esta clásica ciclista belga. Se disputó el 31 de marzo de 1963.
El ganador fue el belga Noël Foré, que se impuso al esprint en la llegada de Gentbrugge a sus dos compañeros de escapada, el también belga Frans Melckenbeeck y el inglés Tom Simpson. 
Se inscribieron 127 corredores, de los cuales acabaron 35.

## Clasificación General
| Posición | Ciclista           | Equipo                            | Tiempo     |
| 1        | Noël Foré          | Faema-Flandria                    | 6h 08' 42" |
| 2        | Frans Melckenbeeck | Mercier-BP-Hutchinson             | m. t.      |
| 3        | Tom Simpson        | Peugeot-BP-Englebert              | m. t.      |
| 4        | Willy Vannitsen    | Peugeot-BP-Englebert              | + 30"      |
| 5        | Jos Wouters        | Solo-Terrot                       | m. t.      |
| 6        | Rik van Looy       | GBC-Libertas                      | m. t.      |
| 7        | Michel van Aerde   | Solo-Terrot                       | m. t.      |
| 8        | Emile Daems        | Peugeot-BP-Englebert              | m. t.      |
| 9        | Raymond Poulidor   | Mercier-BP-Hutchinson             | m. t.      |
| 10       | Jo De Roo          | Saint-Raphaël-Gitane-R. Geminiani | m. t.      |